# Carte d'identité belge
En Belgique, la carte d'identité (en néerlandais : Identiteitskaart ; en allemand : Personalausweis) est une carte à puce de même format qu'une carte de paiement. Elle est disponible en Belgique depuis 2002. En 2006, une carte du même type a été instaurée pour les enfants de moins de 12 ans : la Kids-ID.
Ces cartes sont conformes à la norme ISO 7816.
Elle correspond à une carte nationale d'identité au sens du règlement (UE) 2019/1157 (en allemand : nationaler Personalausweis en néerlandais : nationale identiteitskaart).

## Validité à l'international
La carte d'identité nationale belge peut être utilisée comme document de voyage (au lieu de passeport) dans tous les États européens sauf la Biélorussie, le Royaume-Uni (à l'exception de Gibraltar où la carte d'identité suffit), la Russie et l’Ukraine.
Elle est également valable dans les pays et territoires suivants:
- France d'outre-mer;
- Égypte (une photo d'identité est requise, sauf si arrivant au Sinaï et y restant) ;
- Gambie;
- Géorgie;
- Montserrat (pour max. 14 jours)[1] ;
- Tunisie (pour les voyages organisés par agence de voyage) ;
- Turquie.

## Contenu imprimé et électronique

### Données imprimées sur la carte
- Photo
- Éventuel titre de noblesse
- Nom de famille
- Deux premiers prénoms
- Première lettre du troisième prénom
- Sexe
- Nationalité
- Date de naissance
- Signature
- Période de validité
- Numéro de carte
- Numéro au registre national
- Lieu de création de la carte et signature de celui qui a délivré la carte

### Données intégrées à la puce
Un API permet d'accéder à des données brutes et d'effectuer des opérations cryptographiques utilisant les clés privées contenues dans la carte.
L'application eid-viewer permet d'afficher et de télécharger les données électroniques publiques de la carte et modifier le code PIN. Les clés privées (et le code PIN) ne sont bien sûr, pas accessibles.
Les données brutes comprennent les certificats contenant les clés publiques signées par l'autorité de certification et des données à usage courant; elles ne font l'objet d'aucun traitement par le logiciel embarqué de la carte. Les données brutes sont présentes sous forme de fichiers en format TLV traduisant une structure décrite en ASN.1.
Données cryptographiques :
- Trois certificats de cryptographie asymétrique[5] : 
  - un premier valable légalement en tant que signature électronique ;
  - un deuxième qui sert à l'authentification de la carte en tant que telle auprès du gouvernement belge ;
  - un troisième, pour les signatures de non-répudiation.
- Le tout est encadré par une infrastructure à clés publiques (Public key infrastructure, PKI) du type X.509. La structure de répertoires de l'application BELPIC répond au standard PKCS#15 v1.1.

Données d'usage courant, des mentions imposées par la Loi :  
1. les nom et prénoms ;
2. le lieu et la date de naissance ;
3. le sexe ;
4. la nationalité ;
5. la résidence principale.

La carte contient également une photographie d'identité sommaire au format JPEG. À partir de 2021, la carte contient également des empreintes digitales (qui ne sont accessibles que par l'Autorité).

## Disponibilité
Toutes les cartes distribuées depuis 2004 sont électroniques. Tous les Belges ont depuis fin 2009 une carte d'identité électronique, les anciennes cartes plastifiées étant remplacées par des cartes d'identité électroniques.
À partir de 2020, la carte intègre deux empreintes digitales et est au nouveau format européen, en accord avec le règlement européen,. Elle est produite par la société belge Zetes, spécialiste de l'identification des personnes.

## Protection de la vie privée: un enjeu citoyen
La mise à disposition des données d'identification personnelles au citoyen via une carte à puce — qui peut être lue directement par un ordinateur — entraîne un nombre de problèmes potentiels liés à la protection de la vie privée. Ces limites diffèrent selon les pays, citons : 
- L'accès au contenu de la puce peut ne pas être protégé par un code. Dès qu'une carte est insérée dans un lecteur de carte, le lecteur peut lire le contenu de la carte sans qu'aucune action de l'utilisateur ne soit nécessaire. Les dérives de ce systèmes sont par exemple la possibilité pour un logiciel espion d'intercepter directement les données présentes sur la carte, y compris le nom, l'adresse, la photo, le numéro d'identification, etc.
- Si un programme tiers requiert la carte d'identité (un programme de messagerie instantanée par exemple qui veut vérifier l'âge de l'utilisateur), il n'existe aucune protection ou sécurité qui assure que l'âge est la seule donnée récoltée par le logiciel.
- Pour l'exécution de certaines opérations (celles qui requièrent l'usage des certificats RSA, comme la signature électronique d’un document), il est nécessaire d’insérer un code (appelé code PIN, initialement composé de quatre chiffres). Si le lecteur de carte ne dispose pas de clavier numérique dédié alors on utilise le clavier de l'ordinateur. Par ce fait, on ouvre la possibilité qu'un logiciel espion intercepte le code d'authentification du citoyen.
- Il existe une possibilité d'utiliser les certificats d'authentification pour envoyer des courriels avec un logiciel de courrier électronique. Les courriels sont alors enrichis d'un certificat d'authentification qui sont transmis de la carte vers le logiciel de courrier (preuve qu'il est bel et bien envoyé par quelqu'un d'authentifié). Toutefois, la partie lisible du certificat peut contenir des informations sensibles que l'on ne souhaiterait pas diffuser.
- En Belgique, la Ligue des droits de l'homme a réagi avec un rapport détaillé. Ce rapport d'une vingtaine de pages souligne : l'exigence du principe de précaution, le flou de son utilisation, les risques de dérives (risques d'exclusion, confusion des rôles publics et privés, banalisation de la carte d'identité, augmentation de la docilité citoyenne, parallèle avec les risques du vote électronique…), privatisation d'un service public, manque de transparence indispensable à une démocratie, cloisonnement des données non maîtrisée, positionnement de l'État en tant que demandeur par rapport au secteur privé, système piratable[13], absence d'évaluation sérieuse[14].